# یواس‌اس اس-۱۴ (اس‌اس-۱۱۹)
یواس‌اس اس-۱۴ (اس‌اس-۱۱۹) (به انگلیسی: USS S-14 (SS-119)) یک زیردریایی بود که طول آن ۲۳۱ فوت (۷۰ متر) بود. این زیردریایی در سال ۱۹۱۹ ساخته شد.